# Gustav Frederik Holm

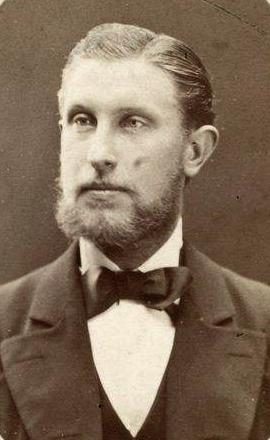
Gustav Frederik Holm, 1883

Gustav Frederik Holm (* 6. August 1849 in Kopenhagen; † 13. März 1940 ebenda) war ein dänischer Seeoffizier und Polarforscher.

## Leben

### Familie
Gustav Holm war der Sohn des Marineoffiziers Peter Christian Holm (1807–1864) und dessen zweiter Ehefrau Louise Margrethe Hetsch (1824–1876). Sein Vater wurde in der damals dänischen Kolonie Christiansted in der Karibik geboren und hatte in erster Ehe Maria Caroline Pedersen (1821–1842), Tochter des dänischen Diplomaten Peder Pedersen (1774–1851) und seiner US-amerikanischen Ehefrau Anna Caroline Loughton Smith (1791–1878), geheiratet, die im Alter von nur 21 Jahren starb. Peter Christian Holms Eltern waren der Marineoffizier Hans Peter Holm (1772–1812) und seine Frau Marie Heegaard (1791–1860), Tochter des Plantagenbesitzers Jacob Heegaard (1761–1804) und der Engländerin Dorcas Lillie Rogers (1766–1806). Jacob Heegaards uneheliches Kind Anna Ulricka Elisabeth Heegaard (1790–1859), deren Mutter von freigelassenen Sklaven abstammte, war die Haushälterin von Peter von Scholten. Gustav Holms Mutter war die Tochter des deutschen Architekten Gustav Friedrich von Hetsch (1788–1864) und seiner ersten Ehefrau Anette Hansen (1795–1827), die ihrerseits die Tochter des Architekten Christian Frederik Hansen (1756–1845) war.

### Ausbildung und erste Expeditionen
Wie sein Vater und Großvater schlug er eine militärische Laufbahn in der Marine ein. Von 1869 bis 1870 war er Seekadett auf der Fregatte Sjælland und nahm dabei an den Feierlichkeiten zur Eröffnung des Sueskanals im November 1869 teil. 1870 wurde er Sekundleutnant und 1873 stieg er zum Premierleutnant auf.
1876 nahm Holm an seiner ersten Expedition nach Grönland teil. Im Auftrag der gerade gegründeten Kommission für geologische und geographische Untersuchungen in Grönland (Kommissionen for geologiske og geografiske undersøgelser i Grønland) erforschte er mit den Geologen Knud Johannes Vogelius Steenstrup und Andreas Kornerup den Kolonialdistrikt Julianehaab in Südgrönland.
1878 segelte er an Bord der Sjælland nach Dänisch-Westindien. Nachdem er 1879 als stellvertretender Kommandant auf dem Schoner Absalon Dienst getan hatte, kehrte er nach Grönland zurück und kartografierte 1880/81 die Südspitze der Insel. Er betrat als erster Europäer Kap Farvel und untersuchte die Ruinen der Ostsiedlung der Grænlendingar. Holm erkundete auch die weitgehend unbekannte Ostküste Grönlands bis zum 60. nördlichen Breitengrad am Kap Kangerajuk (Kap Ivar Huitfeldt). Er befragte die in Südgrönland ansässige Bevölkerung nach Informationen zu den Eisverhältnissen an der Ostküste, um eine Expedition dorthin vornehmen zu können.

### Die Frauenboot-Expedition
Von 1883 bis 1885 führte er gemeinsam mit Vilhelm Garde, dem Botaniker Peter Eberlin, dem Geologen Hans Knutsen und 31 Grönländern angeführt von Johannes Hansen und unterstützt von dessen Neffen Johan Petersen die Frauenboot-Expedition durch. Der Name rührte daher, dass das Eis nicht mit Schiffen durchbrochen werden konnte, und die Gruppe daher mit meist von Frauen geruderten Umiaks in den eisfreien Uferbereichen die Ostküste hinauf fuhr. Zuvor hatten 1752 Peder Olsen Walløe und um 1830 Wilhelm August Graah erfolglos versucht, die Gegend zu erkunden. Im ersten Jahr erreichten sie den 61. Breitengrad und platzierten dort ein Depot, bevor sie nach Nanortalik zurückkehrten, um zu überwintern. Im folgenden Jahr kehrten sie zurück, um sich auf der Höhe bei Timmiarmiit aufzuteilen. Während Garde und Eberlin die Südostküste mit ihren zahlreichen langen Fjorden kartografierten, reisten Holm, Knutsen und die Grönländer weiter nach Norden, da ihnen berichtet worden war, dass sich dort eine große Siedlung befinden würde. Sie erreichten das rund 800 km nördlich von Kap Farvel gelegene Siedlungsgebiet der Tunumiit, das sich im Bereich des heutigen Tasiilaq befindet. Nach einer weiteren Überwinterung dort kehrte die Gruppe 1885 um, traf Garde und Eberlin auf dem Weg und erreichte Westgrönland noch im selben Jahr.
Holm und Garde veröffentlichten 1887 den populärwissenschaftlichen Reisebericht Den danske Konebaads-Expedition. Ein wissenschaftlicher Expeditionsbericht füllte die Bände 9 und 10 von Meddelelser om Grønland. Die Ergebnisse der Expedition waren kaum zu unterschätzen. Eine Erkenntnis war der Nachweis, dass sich die bis dahin an der grönländischen Ostküste vermutete Eystribyggð der Grænlendingar nicht dort befand, sondern dass es sich dabei um die bereits seit rund 150 Jahren bekannten Ruinen in Südgrönland handelte. Holms ethnografische Beschreibung der den Europäern bisher unbekannten Ostgrönländer wird als eine der ersten wissenschaftlichen ethnologischen Werke über Inuit gemeinsam mit den etwa zeitgleich entstandenen Werken Franz Boas’ und Hinrich Johannes Rinks angesehen, welche eine neue Ära innerhalb der Eskimologie einleiteten. Gustav Holm brachte von seiner Reise zahlreiche Artefakte mit, die er dem Dänischen Nationalmuseum überließ.
Johannes Hansen hatte auf der Expedition eine Volkszählung durchgeführt, bei der 413 Einwohner gezählt wurden. Bereits zuvor waren immer wieder Ostgrönländer nach Südgrönland gewandert. Ihren Höhepunkt erreichte die Völkerwanderung einige Jahre nach der Expedition im Jahr 1888. Als Carl Ryder 1892 in Ostgrönland war, zählte er nur noch 294 Personen und 1894 waren es nur noch 243. Holm hatte berichtet, dass Ostgrönland im Spätsommer mit dem Schiff erreicht werden konnte und so beschloss die dänische Regierung 1894 eine Kolonie in Tasiilaq zu errichten, um die vollständige Entvölkerung Ostgrönlands zu verhindern. Der frühere Expeditionsteilnehmer Johan Petersen wurde zum ersten Kolonialverwalter im Kolonialdistrikt Angmagssalik ernannt.

### Weitere Laufbahn in der Marine

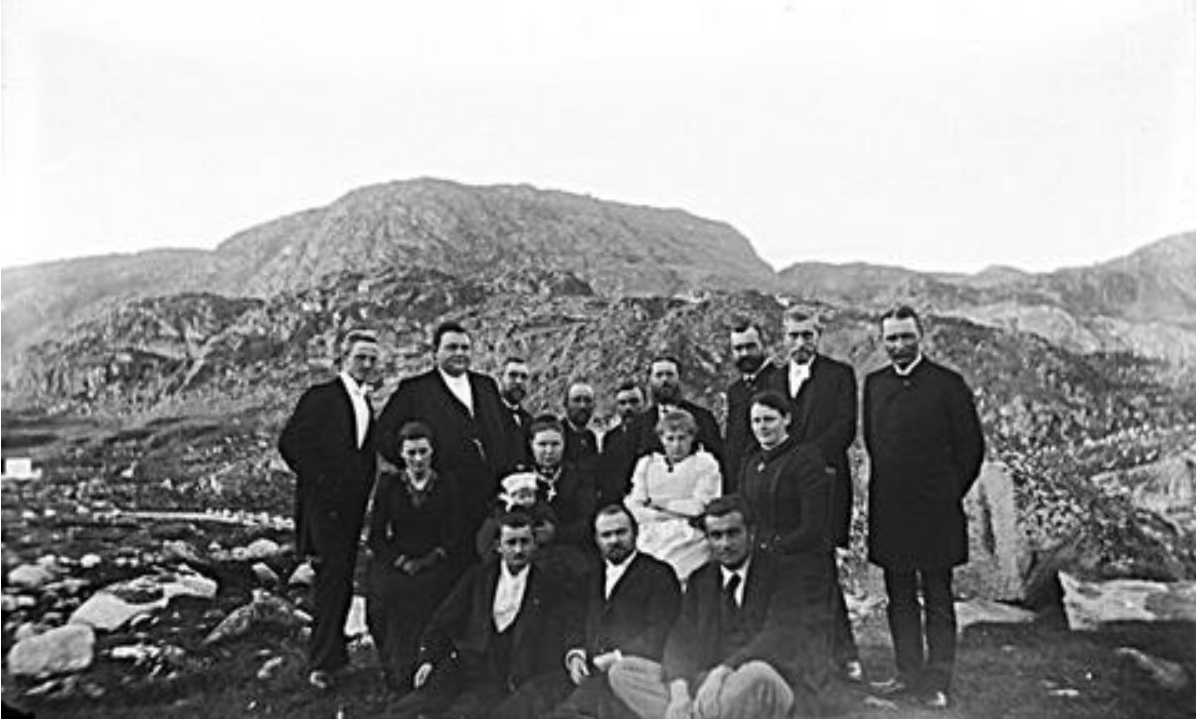
Gustav Holm (Hintere Reihe, dritter von links) 1894 in Qaqortoq

Nach seiner Rückkehr heiratete Gustav Holm am 16. November 1886 in Kopenhagen die 41-jährige Witwe Anne Mathea Heiberg (1845–1934), Tochter des Buchhalters Bertel Nicolai Heiberg (1808–1891) und seiner Frau Caroline Marie Buch (1811–1889). Sie war in erster Ehe seit 1873 mit dem Kolonialverwalter in Grönland Henrik Mathenus Rosenstand (1845–1885) verheiratet gewesen. Aus der Ehe ging die Tochter Naja Marie Heiberg Holm (1887–1918) hervor, die mit dem Polarforscher Ejnar Mikkelsen (1880–1971) verheiratet war.
Gustav Holm setzte seine Laufbahn in der dänischen Marine fort. 1885 war er zum Kapitän befördert worden. Von 1889 bis 1899 leitete er die 1. Abteilung des Königlichen Seekartenarchivs (Det Kongelige Søkort-Arkiv) und war parallel dazu von 1892 bis 1894 Kapitän der in Diensten des KGH stehenden Hvidbjørnen. 1897 befehligte er den Kreuzer Hejmdal auf seiner Fahrt nach Island und den Färöern. 1898 wurde er mit Vermessungsarbeiten in isländischen Gewässern mit dem Schoner Diana betraut. 1899 wurde er zum Kommandeur befördert und zugleich zum Direktor des Seekartenarchivs ernannt, was er bis 1909 blieb. Anschließend wurde er Oberlotse im östlichen Distrikt, bevor er 1912 zum Lotsendirektor ernannt wurde. 1919 wurde er im Alter von rund 70 Jahren pensioniert.

### Weitere wissenschaftliche Karriere
Von 1896 bis 1931 war Gustav Holm aktives Mitglied der Kommission für Wissenschaftliche Untersuchungen in Grönland (Kommissionen for Videnskabelige undersøgelser i Grønland, KVUG). Er interessierte sich weiterhin für Ethnografie, Archäologie und Geschichte und verfasste mehrere wissenschaftliche Schriften zu diesen Themen.
1890 erhielt Gustav Holm die La-Roquette-Medaille der Société de Géographie und 1895 die Goldmedaille von Det Kongelige Danske Geografiske Selskab. 1923 wurde er zum Ehrenmitglied der Grönländischen Gesellschaft ernannt. 1929 wurde er von der Universität Kopenhagen zum Ehrendoktor ernannt. 1885 war er zum Ritter des Dannebrogordens ernannt worden, 1899 zum Kommandeur und Dannebrogsmand und 1919 zum Kommandeur 1. Grades. Zudem hatte er 1909 die Fortjenstmedaljen in Gold erhalten. Daneben war er auch Kommandeur der französischen Ehrenlegion und hatte den Roten Adlerorden III. Klasse inne.
Gustav Frederik Holm starb 1940 verwitwet im Alter von 90 Jahren in Kopenhagen. Seine einzige Tochter war zu diesem Zeitpunkt bereits seit über 20 Jahren tot.
In Nordostgrönland sind der Berg Holm Bjerg und die Region Holm Land nach Gustav Holm benannt. In Westgrönland trägt die Insel Kiatassuaq auch den dänischen Namen Holm Ø. In Südgrönland findet sich zudem der G. F. Holm Nunatak.

## Werke (Auswahl)
- 1883: Beskrivelse af ruiner i Julianehaabs Distrikt der ere undersøgte i aaret 1880 (erschienen in Meddelelser om Grønland Band 6)
- 1883: Geographisk undersøgelse af Grønlands sydligste del (erschienen in Meddelelser om Grønland Band 6)
- 1887 (mit Vilhelm Garde): Den Danske Konebaads-Expedition til Grønlands østkyst
- 1889 (mit Vilhelm Garde): Beretning om Konebaads-Expeditionen til Grønlands Østkyst 1883–85 (erschienen in Meddelelser om Grønland Band 9)
- 1889 (mit Vilhelm Garde): Om de geografiske Forhold i Dansk Østgrønland (erschienen in Meddelelser om Grønland Band 9)
- 1889: Ethnologisk Skizze af Angmagsalikerne (erschienen in Meddelelser om Grønland Band 10)
  - 1914: Ethnological Sketch of the Angmagsalik Eskimo (erschienen in Meddelelser om Grønland Band 39)
- 1889: Sagn og Fortællinger fra Angmagsalik (erschienen in Meddelelser om Grønland Band 10)
- 1921 (mit Johan Petersen): Beskrivelse af Angmagssalik Distrikt (erschienen in Meddelelser om Grønland Band 61)